# Société d'aménagement pour la mise en valeur de la Corse
La SOMIVAC (Société d'aménagement pour la mise en valeur de la Corse) est une société d'économie mixte créée en 1957, ayant son siège à Bastia. Constituée avec le concours de la Caisse des dépôts et consignations, du département et des chambres de commerce et d'agriculture, elle a procédé dès sa création à une série d'études puis d'aménagements visant à la mise en valeur du potentiel agricole de la Corse. 
Elle a permis de mener de grands travaux d'aménagement et de viabilisation sur la plaine orientale de la Corse (plaine d'Aléria) après l'éradication de la malaria menée par les Américains pendant la Seconde Guerre mondiale. De vastes travaux d'irrigation et d'électrification en ont fait une vaste plaine agricole, avec 43 000 hectares cultivables. Deux modes d'intervention furent définis pour la société pour la mise en valeur des terres, d'une part via l'achat ou la location en bail emphytéotiques de terres qui sont ensuite redistribuées sous forme de lots équipés de 20 à 40 ha, d'autre part via l'établissement de contrats d'intervention pour la modernisation des exploitations existantes.
Outre la mise en valeur des terres, la SOMIVAC a également procédé à de nombreux travaux d'équipement hydraulique, parmi lesquels des réservoirs (Peri en 1965, Teppe Rosse en 1969) mais aussi des grands barrages à potentiel hydroélectrique (le barrage de Calacuccia mis en eau en 1968).
L'objectif était alors de faire de la Corse une véritable Californie française, grâce à la plantation de vignobles, d'agrumes et de kiwis. Cet aménagement a été concomitant de l'arrivée en Corse de pieds-noirs rapatriés d'Afrique du Nord, qui ont été les principaux attributaires des terres (90 %) aux dépens des autochtones. Le produit le plus connu, issu de ces aménagements, est la clémentine corse à feuille.
La SOMIVAC est remplacée en 1984 par l'Office de développement agricole et rural de la Corse (ODARC) dépendant de l'assemblée de Corse, créée deux ans plus tôt.